# فيلفونتين
فيلفونتين (بالفرنسية: Villefontaine) هي بلدية فرنسية  تابعة لإقليم ازار تقع في الجزء الجنوب الشرقي من فرنسا (منطقة رون ألب) وهي تقع غرب مدينة غرونوبل عاصمة الإقليم ويقطنها حوالي 19200 نسمة حسب إحصائيات سنة 2008.

## توأمة
لفيلفونتين اتفاقيات توأمة مع كل من:
- سالزانو
- Kahl am Main [الإنجليزية]‏
- Wolfen, Germany [الإنجليزية]‏
- قرمدة

## روابط
- الموقع الرسمي لعمادة المدينة